# Rossens
Rossens é uma comuna da Suíça, no Cantão Friburgo, com cerca de 1.138 habitantes. Estende-se por uma área de 5,06 km², de densidade populacional de 225 hab/km². Confina com as seguintes comunas: Arconciel, Corpataux-Magnedens, Farvagny, Pont-en-Ogoz, Pont-la-Ville, Treyvaux.
A língua oficial nesta comuna é o Francês.